# Pico Sitalk

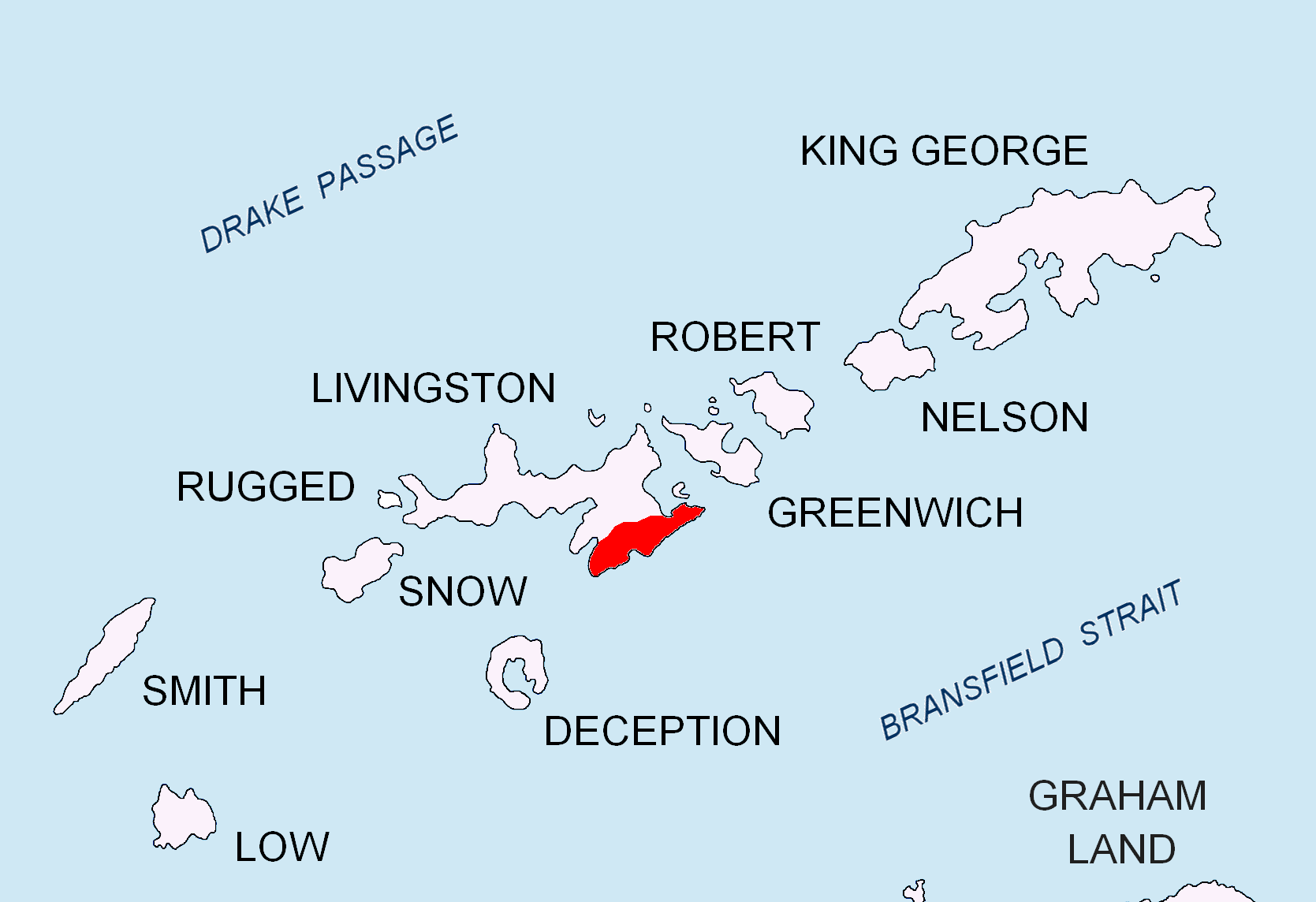
Localização das montanhas Tangra na ilha de Livinston, nas ilhas Chetland do Sul.

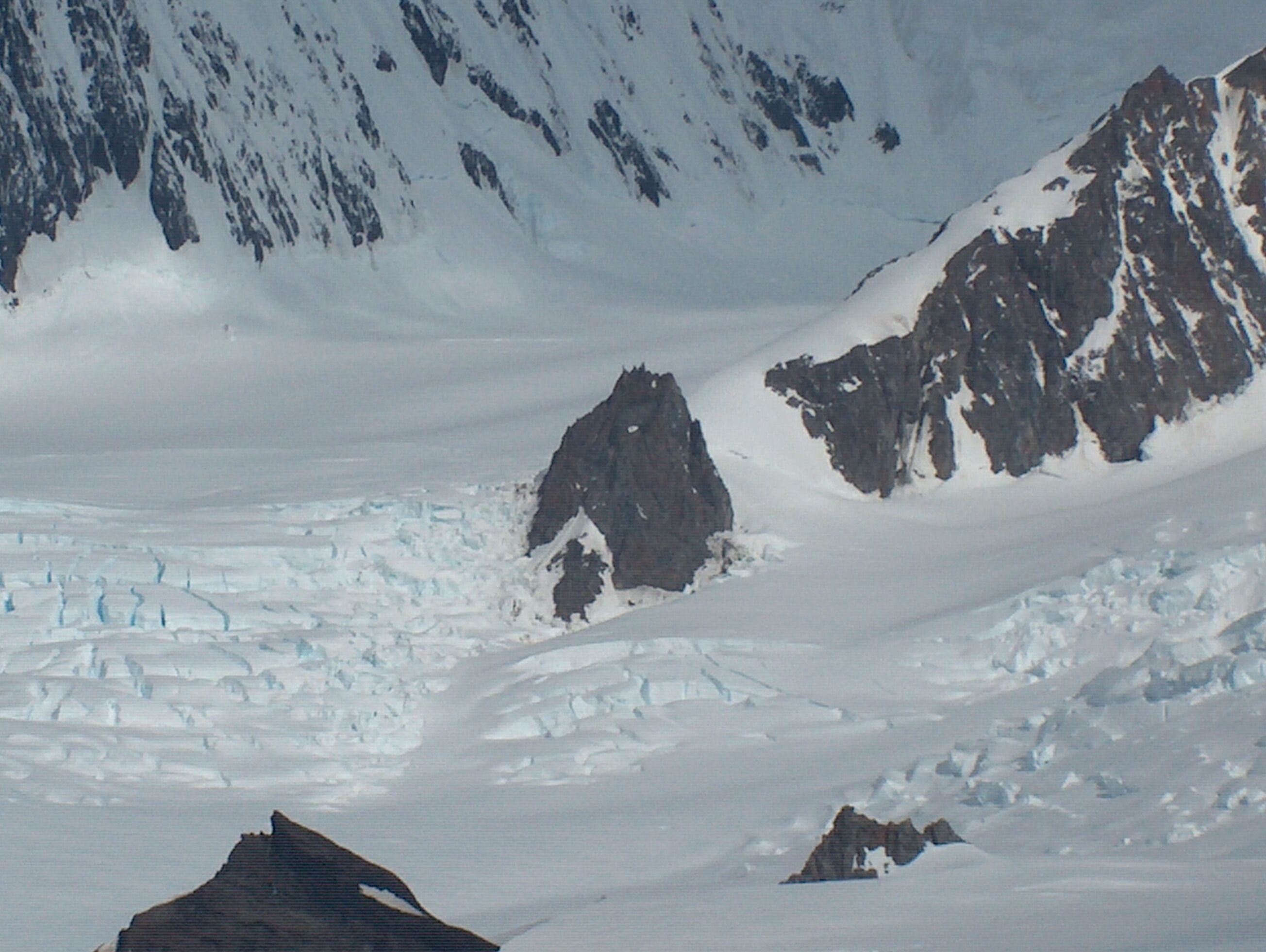
Pico de Sitalk, no sopé do sul de Pico Petrich.

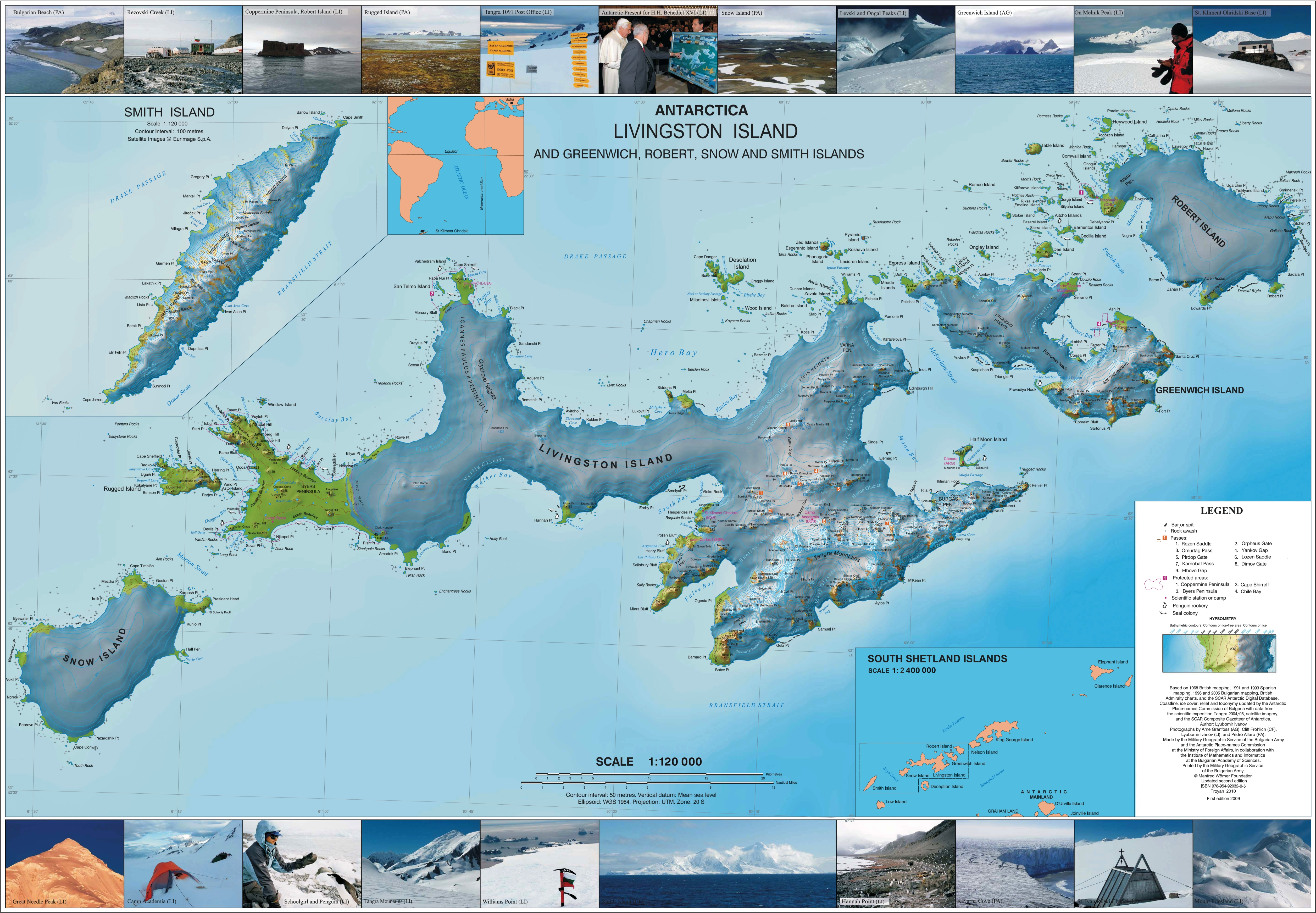
Mapa topográfico das Ilhas Livinston, Greenwich, Robert, Snow e Smith.

Pico de Sitalk ( em búlgaro:  връх Ситалк       , IPA:   ) é um pico rochoso de elevação de 600 m em Cume Levski , Montanhas Tangra, Ilha Livingston nas Ilhas Shetland do Sul, Antártica . Situado no final de uma cordilheira lateral a norte de Great Needle Peak, e ligada a uma parte rochosa da cordilheira que caracteriza o pico de Tutrakan ao sul por uma sela coberta de gelo de 100 metros de comprimento. Superando a geleira Huron e seus afluentes ao norte, leste e oeste. O pico é nomeado pelo rei trácio Sitalk, 431-424 aC.

## Localização
O pico está localizado a 62° 38′ 49,7″ S, 60° 03′ 38″ O.

## Mapas
- LL Ivanov et al. Antártica: Ilha Livinston e Greenwich Island, Ilhas Chetland do Sul . Escala 1: 100000 mapa topográfico. Sofia: Comissão Antártica de Nomes de Lugares da Bulgária, 2005.
- LL Ivanov. Antártica: Ilhas Livinston e Greenwich, Robert, Snow e Smith . Escala 1: 120000 mapa topográfico. Troyan: Fundação Manfred Wörner, 2009. ISBN 978-954-92032-6-4